# گلچین‌کردن
گلچین‌کردن (به انگلیسی: Cherry Picking) انتخاب و ارائهٔ گزینشی اطلاعات و شواهد در جهت تأیید آنچه مورد نظر است و در همین حال پنهان کردن یا نادیده گرفتن اطلاعات و شواهد مخالف. انتخاب گزینشی اگر ناخواسته انجام شود نوعی «سوگیری تأیید» است و چنانچه آگاهانه انجام شود فریبکاری و مغالطه است(مغلطه سخن نیمه راست یا توریه). در تبلیغات، اخبار رسانه‌ها، شبکه‌های اجتماعی و مناظره‌ها بسیار با این مسئله روبرو می‌شویم
شکل منطقی این فریبکاری یا مغالطه به این صورت است:
- شواهد و مدارک A و همین‌طور B موجود است.
- شواهد A از ادعای شخص الف پشتیبانی می‌کنند.
- شواهد B برخلاف ادعای شخص الف هستند.
- شخص الف تنها شواهد A را ارائه می‌کند تا به هدفش برسد.

معادل انگلیسی «انتخاب گزینشی» یا گلچین کردن Cherry Picking (گیلاس چیدن) است که اشاره به این واقعیت دارد که باغبان در هنگام چیدن محصول فقط بهترین میوه را که قابل ارائه به مشتری باشد می‌چیند. هرچند که باید توجه داشت از این روش برای تخریب و بد نشان‌دادن هم می‌توان بهره برد.
اخباری که از تلویزیون و رسانه‌های دولتی دربارهٔ کشورهای دشمن منتشر می‌شود نمونه آشکاری از «انتخاب گزینشی» هستند چرا که همواره ضعف‌ها و بدی‌های آن کشورها را نشان می‌دهند.
رزومه‌های کاری نمونه‌های دیگری از «گلچین کردن» هستند. هیچ‌کس در رزومه کاریش ناکامی‌های شغلی را نمی‌نویسد و تلاش می‌کند تصویری بسیار موفق و البته غیر واقعی از خود نشان دهد. تبلیغات فروش محصول نمونه‌هایی دیگری هستند، جای که هیچ‌کسی از نقاط ضعف محصولش صحبت نمی‌کند.
یک مثال: شخصی از یک کاندید حمایت می‌کند او می‌گوید: کاندیدای مورد حمایت من ۱۰ درصد از درآمدش را خرج فقرا می‌کند و هر هفته یک روز به محله‌های فقیر می‌رود و رایگان در آنجا کار کرده و به آنها کمک می‌کند تا کار و شغل پیدا کنند، پس او شخصی انسان دوست و خیر است و مناسب برای رای دادن. اما آنچه او نمی‌گوید این است: کاندیدای او ۱۰ درصد از درآمدش را خرج همخوابی با روسپی‌های فقیر و نیازمند می‌کند و هفته‌ای یک روز به محله‌های فقیر رفته تا بر کار پخش مواد مخدر که توسط افراد او انجام می‌شود نظارت کند.
در نقل قول این عمل به صورت «نقل قول ناقص» بیان می‌شود یعنی این‌که شخصی که قولی را از کسی نقل می‌کند، به‌دلیل پیروی از برخی گرایش‌های شخصی و اهداف شخصی، گفتار دیگران را وسیله و ابزار قرار می‌دهد، اما بهره‌گیریِ او از سخنان دیگران گزینشی‌ست، یعنی سخنان مرجع خود را سانسور می‌کند به‌شیوه‌ای که محتوای آن با نظر اصلی و واقعی آن مرجع مغایر یا متباین باشد. در مغالطهٔ نقل قول ناقص، گاه خودِ عبارت یا عبارات به‌طور کامل نقل می‌شود؛ اما به دلایلی چون حذف صدر و ذیلِ کلام، محتوای سخن نقل‌شده با مجموع آرا و نظریات مطرح‌شده در متنِ مرجع مغایر و متباین است.
مثال: منتقد شناخته‌شده‌ای دربارهٔ یک دیوان شعرِ تازه‌سروده‌شده چنین اظهارنظر کرده‌است:
این دیوان، خوب و مجموعه اشعار لذت‌بخشی‌است. البته هرگز با اشعار قوی برابری نمی‌کند؛ اما به‌هرحال ممکن است در جایی به دیوان شاعران قوی و برتر دسترسی نداشته‌باشید. دراین‌صورت، توصیه می‌کنم در تنهایی به مطالعهٔ این اشعار بپردازید.
اما ناشرِ این کتاب، برای تبلیغ و افزایش فروش آن، سخن مشارٌ‌الیه را به‌صورت زیر در پشت جلد کتاب چاپ کرده‌است:
این دیوان، خوب و مجموعه اشعار لذت‌بخشی‌است… توصیه می‌کنم در تنهایی به مطالعهٔ این اشعار بپردازید.